# Зона нафтогазонакопичення
Зона нафтогазонакопичення (рос. зона нефтегазонакопления; англ. zone of oil and gas accumulation, нім. Erdöl-und Erdgasansammlungszone f) — сукупність лінійного або площинно-розподіленого розміщення суміжних нафтових і газових родовищ, об'єднаних спільністю структурних форм (структурні зони нафтогазонакопичення) або фазового стану вуглеводнів у покладах.
Розрізняють такі структурні Н.з.:
- антиклінальні або валоподібні (родовища нафти і газу приурочені до брахіантикліналей); похованих рифових масивів;
- соляно-купольних областей (родовища нафти і газу групуються у великі площі при різній глибині залягання покрівлі соляного масиву, рідше — у лінійні зони з близькими глибинами залягання покрівлі соляного масиву);
- похованих ерозійних виступів і зон регіональної кутової розбіжності (родовища з масивними покладами нафти і газу або із стратиграфічно екранованими покладами);
- регіонального виклинювання колекторів на флексурах або монокліналях (родовища з літологічно екранованими покладами нафти);
- регіонального розвитку розривних порушень (родовища з тектонічно екранованими покладами нафти);
- регіонального розвитку піщаних колекторів лінзоподібної будови або замкнених пористих зон у карбонатних породах (родовища з літологічно обмеженими покладами нафти або газу).

В плані однотипні Н.з. об'єднуються в ареали Н.з.
За фазовим станом вуглеводнів у покладах виділяються зони із суміжними тільки газовими або тільки нафтовими родовищами. Такі Н.з. можуть включати різні структурні зони або їх частини.